# Solid Pleasure
A Solid Pleasure a svájci Yello elektronikus duó debütáló albuma. Először 1980-ban adták ki, és 2005-ben adták ki újra a Yello Remaster sorozat részeként, ritka bónusz zeneszámokkal. 

## Számlista
| 1.    | Bimbo               | Boris Blank, Dieter Meier  | 3:38 |
| 2.    | Night Flanger       | Blank, Meier               | 4:53 |
| 3.    | Reverse Lion        | Blank, Meier               | 1:21 |
| 4.    | Downtown Samba      | Blank, Meier               | 2:37 |
| 5.    | Magneto             | Blank, Meier               | 2:47 |
| 6.    | Massage             | Blank, Meier               | 1:37 |
| 7.    | Assistant's Cry     | Blank, Meier, Carlos Perón | 1:40 |
| 8.    | Bostich             | Blank, Meier               | 2:13 |
| 9.    | Rock Stop           | Blank, Meier               | 2:31 |
| 10.   | Coast to Polka      | Blank                      | 1:55 |
| 11.   | Blue Green          | Blank, Perón               | 5:26 |
| 12.   | Eternal Legs        | Blank                      | 4:16 |
| 13.   | Stanztrigger        | Blank, Perón               | 2:49 |
| 14.   | Bananas to the Beat | Blank, Meier               | 3:03 |
| 41:05 |                     |                            |      |

### A 2005-ös újrakiadás bónusz trackjei
| #   | Cím                    | Szerző(k)    | Hossz |
| --- | ---------------------- | ------------ | ----- |
| 15. | Thrill Wave            | Blank, Meier | 2:05  |
| 16. | I.T. Splash            | Blank, Meier | 2:37  |
| 17. | Gluehead               | Blank, Meier | 2:53  |
| 18. | Smirak's Train         | Blank, Meier | 4:39  |
| 19. | Bostich (N'est-ce Pas) | Blank, Meier | 4:35  |

## Közreműködők
- Dieter Meier - ének
- Boris Blank - billentyűs hangszerek, sampling, ének az „Eternal Legs”-ben
- Carlos Perón - szalaghatások

további közreműködők: 
- Chico Hablas - gitár
- Felix Haug - dobok
- Walt Keizer - dobok

1. ↑  Yello - Solid Pleasure